# فواز عايض العتيبي
فواز عايض العتيبي هو لاعب كرة قدم كويتي، يلعب في مركز خط الوسط لصالح نادي السالمية، كما استُدعي إلى صفوف المنتخب الكويتي في عدد من المناسبات الدولية والإقليمية.

## المسيرة الرياضية
يشارك فواز مع نادي السالمية في البطولة المحلية، ويُعرف بتألقه الذي لفت الأنظار خلال موسم الدوري الممتاز، حتى تم تكريمه كأحد اللاعبين البارزين من قبل إحدى الشركات الراعية للمسابقة.
في مايو 2025، تم استدعاؤه إلى قائمة المنتخب الوطني خلال التصفيات المؤهلة لكأس العالم 2026، ليحلّ محل لاعبٍ مصاب. كما شارك في معسكر الفريق استعدادًا لمواجهات مهمة ضد فلسطين وكوريا الجنوبية.

## الانطباع العام ومواقف إعلامية
في تصريحات إعلامية، عبّر فواز عن اعتزازه بخوض بطولات الخليج، مشيرًا إلى خصوصية هذه المنافسات ومكانتها في قلوب اللاعبين والجماهير على حد سواء.